# James Binney
James Binney es un astrofísico y profesor de física británico de la Universidad de Oxford, conocido principalmente por sus trabajos en astrofísica teórica galáctica y extragaláctica, además de una serie de contribuciones fuera de la astrofísica. 
Fue jefe del subdepartamento de física teórica, así como miembro emérito del Merton College.

## Educación y carrera
Binney obtuvo una licenciatura de primera clase en Matemáticas Tripos en la Universidad de Cambridge en 1971, luego se mudó a la Universidad de Oxford, leyendo para un DPhil en Christ Church con Dennis Sciama, que completó en 1975. Fue profesor visitante en el Instituto de Estudios Avanzados de Princeton entre 1983 y 1987 y nuevamente en el otoño de 1989. Después de ocupar varios puestos postdoctorales, incluida una beca de investigación junior en Magdalen College y un puesto en la Universidad de Princeton, Binney regresó a Oxford como profesor universitario y profesor y tutor de física en Merton College en 1981. Posteriormente fue nombrado lector ad hominem en física teórica en 1991 y profesor de física en 1996.
Binney se le han otorgado numerosos premios y honores por su trabajo, como el Premio Maxwell del Instituto de Física en 1986, el Premio Brouwer de la Sociedad Astronómica Estadounidense en 2003, la Medalla Dirac en 2010, y la Medalla Eddington en 2013. También es miembro de la Real Sociedad Astronómica desde 1973, y fue nombrado miembro de la Royal Society y miembro del Instituto de Física, ambos en 2000. Forma parte del Consejo Asesor Europeo de Princeton University Press.

## Intereses
Los intereses de investigación de Binney incluyen:
- Física de los flujos de enfriamiento y los procesos de retroalimentación AGN;
- Disrupción de supernova del gas del disco galáctico;
- Dinámica de galaxias, incluidas las de la Vía Láctea;
- Modelado de galaxias y órbitas, incluido el desarrollo de técnicas de modelado de toros.

## Publicaciones
Binney ha escrito más de 200 artículos en revistas revisadas por pares y varios libros de texto, incluido Galactic Dynamics, que durante mucho tiempo se ha considerado el trabajo estándar de referencia en su campo.
Libros:
- Astronomía galáctica, por Dimitri Mihalas y James Binney, Freeman 1981.
- Dinámica Galáctica, por James Binney y Scott Tremaine, Princeton University Press, 1988.
- La Teoría de los Fenómenos Críticos por JJ Binney, NJ Dowrick, AJ Fisher & MEJ Newman, Oxford University Press, 1992.
- Astronomía galáctica (2ª ed.), por James Binney y Michael Merrifield, Princeton University Press, 1998.
- Dinámica galáctica (2ª ed.), por James Binney y Scott Tremaine, Princeton University Press, 2008. ISBN 978-1902918488